# Rima Calippus
Rima Calippus és una estructura geològica del tipus rima a la superfície de la Lluna, situada amb el sistema de coordenades planetocèntriques a 37.39 ° de latitud N i 13.29 ° de longitud E. Fa un diàmetre de 40 km. El nom va ser fet oficial per la UAI l'any 1964 i fa referència al proper cràter Calippus.